# 子供のための音楽教室
桐朋学園大学音楽学部附属子供のための音楽教室（とうほうがくえんだいがくおんがくがくぶふぞくこどものためのおんがくきょうしつ）は、東京都調布市仙川にある桐朋学園大学の附属教育研究機関。日本全国に29教室がある。
英語での正式名称は「Toho Gakuen School of Music, The Music School for Children 」。

## 概要
1948年（昭和23年）10月2日、齋藤秀雄、井口基成、吉田秀和、伊藤武雄、柴田南雄らにより、音楽の早期一貫教育を目指し開設される。第一回生は49人で、小澤征爾、堤剛、中村紘子、江戸京子、本荘玲子、瀬川純子、声楽家の伊藤叔、ヴァイオリニストの松田洋子らがいた。
毎週土曜日の午後、小中学生を集めて、東京家政学院の教室で教育をしていたが、その後、子供たちが高等学校に就学する年齢に達する時期に、一貫した音楽教育システムの必要性から、高等学校課程の設置が構想され、今日に至る総合学園へと発展していった。

## 沿革
- 1948年（昭和23年）10月2日、東京家政学院に「子供のための音楽教室」開設。初代室長は吉田。
- 1952年（昭和27年）4月、桐朋女子高等学校に男女共学の音楽科併設。
- 1953年（昭和28年）11月、東京家政学院（市ヶ谷）から桐朋学園（仙川）に移転。
- 1955年（昭和30年）4月、桐朋学園短期大学開学。
- 1961年（昭和36年）4月、桐朋学園大学音楽学部開学。